# Colegio Público Javier Krahe
Colegio público Javier Krahe es el quinto álbum de estudio de la banda española de rock cómico Los Toreros Muertos, lanzado el 25 de febrero de 2020. Se trata de un tributo al cantautor español Javier Krahe, interpretando una selección de 21 canciones de su repertorio, que también interpretaron en una gira realizada en el año 2017 y en un concierto en la Sala Galileo Galilei realizado el 21 de enero de 2020 para presentar el disco.
Es el primer álbum de estudio de la banda en 28 años desde el lanzamiento de Cantan en español en 1992.
| N.º | Título                               | Duración |  |
| 1.  | «Paréntesis»                         | 3:42     |  |
| 2.  | «Sábanas de Seda»                    | 3:19     |  |
| 3.  | «¿Dónde se Habrá Metido Esta Mujer?» | 1:52     |  |
| 4.  | «Nembutal»                           | 3:55     |  |
| 5.  | «Un Burdo Rumor»                     | 2:58     |  |
| 6.  | «Hoy por Hoy»                        | 3:28     |  |
| 7.  | «No Todo Va a Ser Follar»            | 2:33     |  |
| 8.  | «Cromosoma»                          | 3:40     |  |
| 9.  | «Antípodas»                          | 3:51     |  |
| 10. | «Nos Ocupamos del Mar»               | 5:04     |  |
| 11. | «Si Lo Llego a Saber»                | 3:34     |  |
| 12. | «La Tormenta»                        | 4:18     |  |
| 13. | «Eros y Civilización»                | 4:56     |  |
| 14. | «Vecindario»                         | 3:36     |  |
| 15. | «Días de Playa»                      | 4:33     |  |
| 16. | «Los Caminos del Señor»              | 3:16     |  |
| 17. | «La Hoguera»                         | 4:00     |  |
| 18. | «Y Todo Es Vanidad»                  | 4:28     |  |
| 19. | «Cuervo Ingenuo»                     | 4:14     |  |
| 20. | «Conócete a Ti Mismo»                | 2:59     |  |
| 21. | «Don Andrés Octogenario»             | 3:39     |  |